# Queen Street (Édimbourg)
Queen Street est une rue de la New Town d'Édimbourg, où se trouvent le Royal College of Physicians et la Scottish National Portrait Gallery. La rue a été nommée d'après Charlotte de Mecklembourg-Strelitz, épouse de George III du Royaume-Uni.
Le plan de James Craig pour la conception de la Nouvelle Ville consistait à aménager un parc formel au nord de Queen Street, qui est devenu Queen Street Gardens.